# 마이클 J 맥어보이

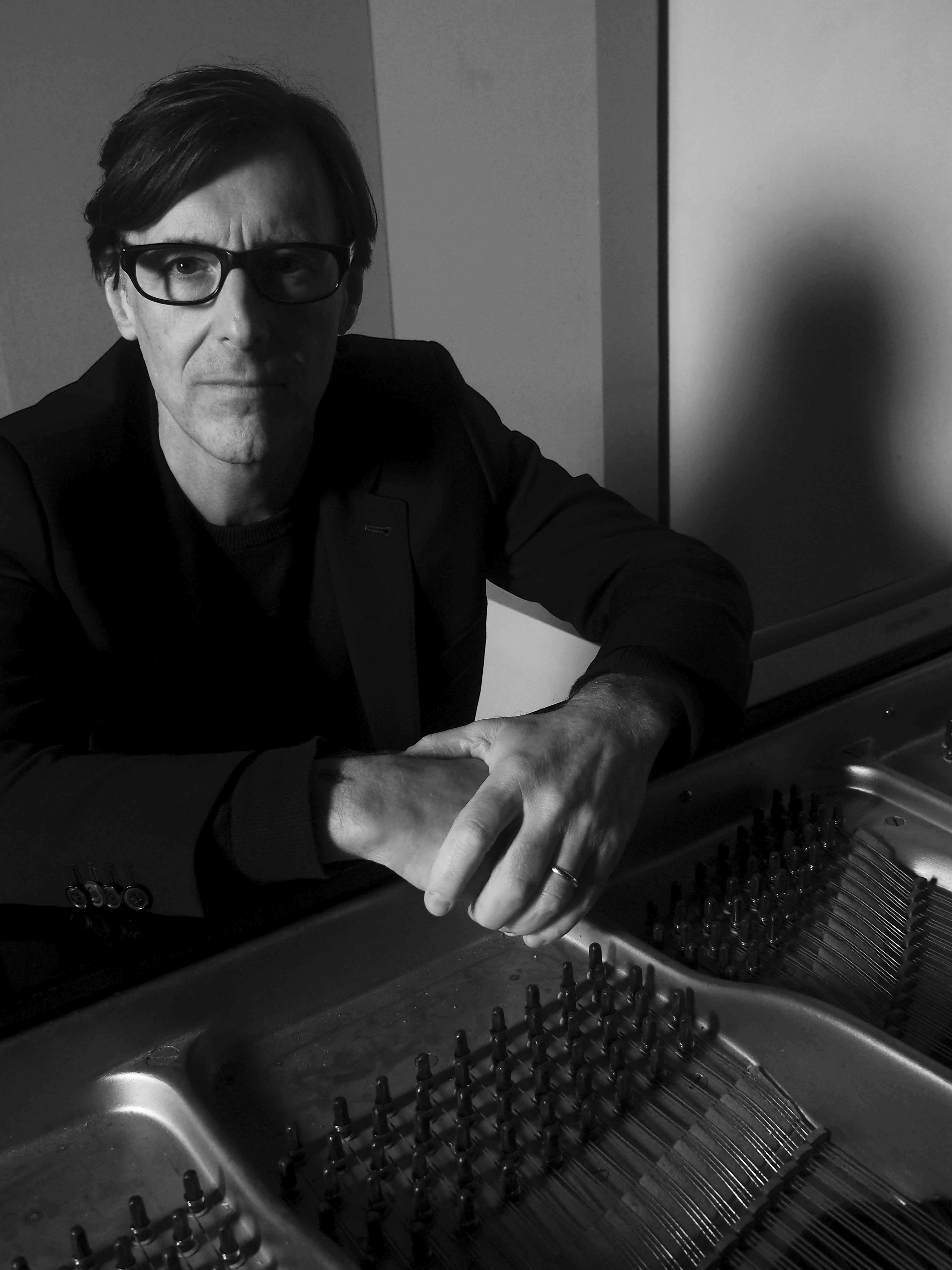
마이클 J 맥어보이의 모습

마이클 J 맥어보이(영어: Michael J McEvoy)는 미국의 영화 작곡가, 오케스트라 연주자이자 악기 연주자이다. 트래픽, 비지스, 이언 듀리, 스크리티 폴리티 등 다양한 음악가의 음악에 참여했다.

## 경력

### 1980년대
프로듀서 애덤 키드론을 만난 맥어보이는 세션 음악가, 작곡가 및 편곡가로서 델타 5, 오렌지 주스, 스크리티 폴리티, 이언 듀리의 음반을 포함한 다양한 프로젝트에 참여했다. 또한 큐리오시티 킬드 더 캣과 만나 두 번째 음반 《Getahead》에서 공동 작곡가 겸 키보드 연주자로 합류했다. 1989년 첫 비번 키드론 감독의 장편 영화 《브룸》에 이어 1990년 톰 웨이츠 주연의 《베어스킨》의 영화 음악을 제작했다.

### 1990년대
1990년대 동안 맥어보이는 솔 투 솔(Soul II Soul)의 음반 《Volume II: 1990 New Decade》와 티나 마리의 음반에 참여했으며, 제이스 테일러 콰르텟의 음반 《Supernatural Feeling》에도 참여했다.

### 이후
2019년, 맥어보이의 《마더 메두사》는 아이버 노벨로 어워드 소규모 앙상블 재즈 음악 부문에 후보로 올랐다.